# Spasmodic Geyser
Ne doit pas être confondu avec Spasm Geyser.
Spasmodic Geyser est un geyser de type « fontaine » situé dans le Upper Geyser Basin dans le parc national de Yellowstone aux États-Unis. 
Les éruptions de Spasmodic Geyser des deux cratères peuvent atteindre 4,5 m de haut. L'eau peut aussi jaillir d'environ 20 évents et mesurer de quelques centimètres à 3 m de haut. Les intervalles entre éruptions sont irréguliers, mais ils sont généralement compris entre 1 et 3 heures. Il est en éruption un tiers du temps. Spasmodic a été nommé ainsi par A. C. Peale du Hayden Survey (en) de 1878 en raison de l'irrégularité de ses éruptions. Sa température est d'environ 92 °C. Spasmodic est également connecté à Penta Geyser situé à proximité, qui est plus petit. Quand Penta Geyser est en éruption, Spasmodic reste inactif. Spasmodic est généralement actif avant les éruptions de Sawmill Geyser et de Penta Geyser,.